# خانه صدا و سیما
خانه صدا و سیما مربوط به دوره قاجار است و در یزد، محله فهادان، کوی حمام گودک واقع شده و این اثر در تاریخ ۹ اردیبهشت ۱۳۸۲ با شمارهٔ ثبت ۸۵۴۰ به‌عنوان یکی از آثار ملی ایران به ثبت رسیده است.